# Сулле, Мартин
Мартин Сулле — танзанийский легкоатлет, который специализировался в беге на длинные дистанции. Бронзовый призёр чемпионата мира по полумарафону 2003 года в личном первенстве с результатом 1:00.56, а также победитель в командном зачёте. Занял 12-е место на чемпионате мира по кроссу 2000 года. На Сеульском полумарафоне 2001 года занял 2-е место с результатом 1:01.59, уступив всего 1 секунду победителю Джону Мсури. В 2002 году занял 5-е место на Играх Содружества в беге на 10 000 метров. Серебряный призёр Всеафриканских игр 2007 года в помлумарафоне — 1:03.01.
Занял 40-е место на чемпионате мира по кроссу 2010 года.